# ورزشگاه دیکس اسپورتینگ گودز پارک

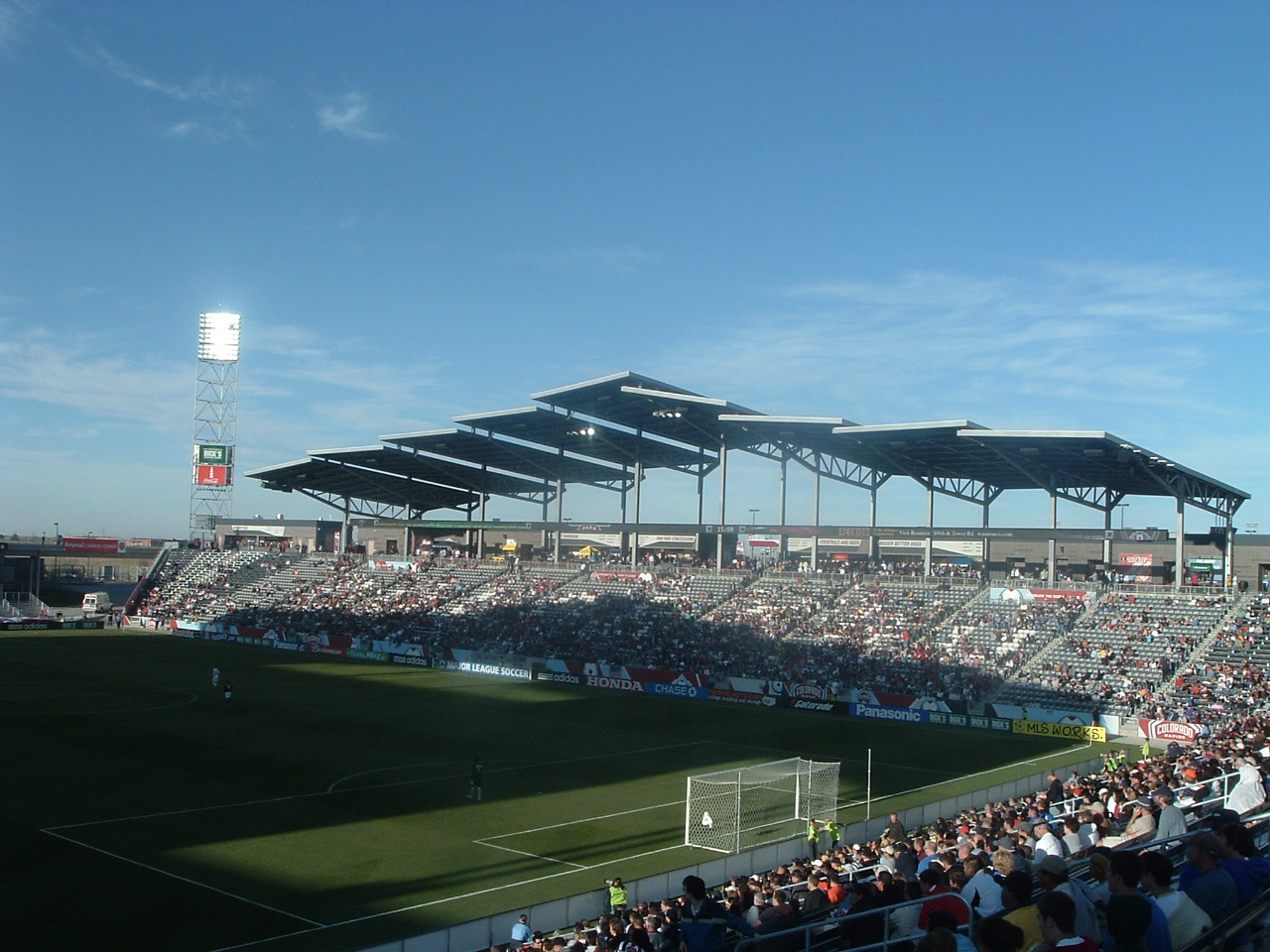

ورزشگاه دیکس اسپورتینگ گودز پارک (به انگلیسی: Dick's Sporting Goods Park) با ظرفیت ۱۹٬۶۸۰ نفر در شهر کامرس سیتی ایالت کلورادو واقع شده‌است. ابعاد این ورزشگاه ۷۳ در ۱۱۰ متر است. در تاریخ ۲۰۰۷ تأسیس شد و دارای زمین چمن می‌باشد.
این ورزشگاه ورزشگاه خانه تیم کلرادو رپیدز است.